# Moresnet
Moresnet (Platdiets: Moresent) is een dorp in de Belgische provincie Luik en een deelgemeente van Plombières. In het dorp wordt naast het Frans als officiële taal, Platdiets gesproken, een Limburgs dialect.

## Geschiedenis
Tot de opheffing van het hertogdom Limburg hoorde Moresnet tot de Limburgse hoogbank Montzen. Net als de rest van het hertogdom werd Moresnet bij de annexatie van de Zuidelijke Nederlanden door de Franse Republiek in 1795 opgenomen in het toen gevormde departement Ourthe.
Moresnet ontstond als gemeente tijdens de Franse overheersing. Het is vooral bekend als de naamgever van het gebied Neutraal Moresnet (het tegenwoordige Kelmis) dat van 1816 tot 1919 heeft bestaan. Na de val van Napoleon Bonaparte vergaderden de Europese landen bij het Congres van Wenen in 1814 en 1815. Ze hertekenden daar de kaart van Europa. Nederland en Pruisen wilden allebei de zinkmijn van Vieille Montagne in Moresnet hebben. Er was een compromis nodig en ze kozen voor een curieuze staatsrechtelijke oplossing. De gemeente werd in drie delen verdeeld. Het Verenigd Koninkrijk der Nederlanden onder koning Willem I kreeg het westelijk deel met de dorpen Moresnet en Eiksken (Moresnet-Kapel). Dit werd de nieuwe verkleinde gemeente Moresnet. Het oostelijk deel werd Pruisisch onder de naam Preußisch-Moresnet. De twistappel was de middenmoot, het werd een apart landje rond de mijn: Neutraal Moresnet met het mijnwerkersdorp Kelmis. Na de onafhankelijkheid van de Belgen in 1830 lag daarom bij Vaals een vierlandenpunt.
Bij de onafhankelijkheid van België inventariseerde geograaf Philippe Vandermaelen in dit conglomeraat van gehuchten (waar ook Kelmis bijhoorde) een kerk, twee kastelen en een school. Er waren 504 inwoners die Duits spraken. Het inventaris omvat verder details over de natuurlijke omgeving, de mijnbouw, bodems, landbouwproductie en veestapel. Ook het wegennetwerk van toen is beschreven. De omschrijving door Vandermaelen geeft een interessante inkijk in het dagelijkse leven rond 1830. Eigenaardig genoeg maakte hij geen melding van de verdeling van het dorp in drie delen.
Na de Eerste Wereldoorlog kreeg België, naast de reeds bestaande gemeente Moresnet, de twee overige delen van Moresnet waaronder het voormalige Neutraal-Moresnet als de gemeente Kelmis (La Calamine) en het voormalige Preussisch-Moresnet als de gemeente Neu-Moresnet. Vanaf toen was er weer een drielandenpunt. In de Tweede Wereldoorlog werd Neutraal-Moresnet samen met Neu-Moresnet geannexeerd door de Duitsers en als deel van het kanton Eupen opgenomen in de rijksgouw Moezelland. Na de Duitse overgave in 1945 werd het tussen beide wereldoorlogen sterk verfranste (westelijk) Moresnet uiteindelijk deel van het Waalse gewest, terwijl (oostelijk) Neu-Moresnet onderdeel uit ging maken van de eveneens Duitstalige gemeente Kelmis.

## Demografische ontwikkeling
- Bronnen:NIS, Opm:1831 tot en met 1970=volkstellingen; 1976 = inwoneraantal op 31 december

## Bezienswaardigheden
- De Sint-Remigiuskerk, parochiekerk uit 1673;
- Kasteel Alensberg, daterend uit de 17e eeuw;
- Ruïne van Kasteel Schimper, met muren en kelders uit de 12e eeuw en een toren uit de 14e eeuw;
- Kasteel Uilenberg uit de 19e eeuw;
- Kasteel Bempt in barokstijl met restanten uit de gotiek, o.a. de toren;
- Het Viaduct van Moresnet, in de spoorlijn Aken - Wezet (thans nog alleen voor goederenvervoer) is een opvallende verschijning omdat het hoog boven het dorpje uittorent;
- Bij het dorp bevindt zich ook de bedevaartplaats Eiksken (Moresnet-Chapelle).

## Personen
Een bekende inwoner van Moresnet is sinds de jaren tachtig de kasteelheer van Kasteel Schimper, Hein Simons.

## Afbeeldingen

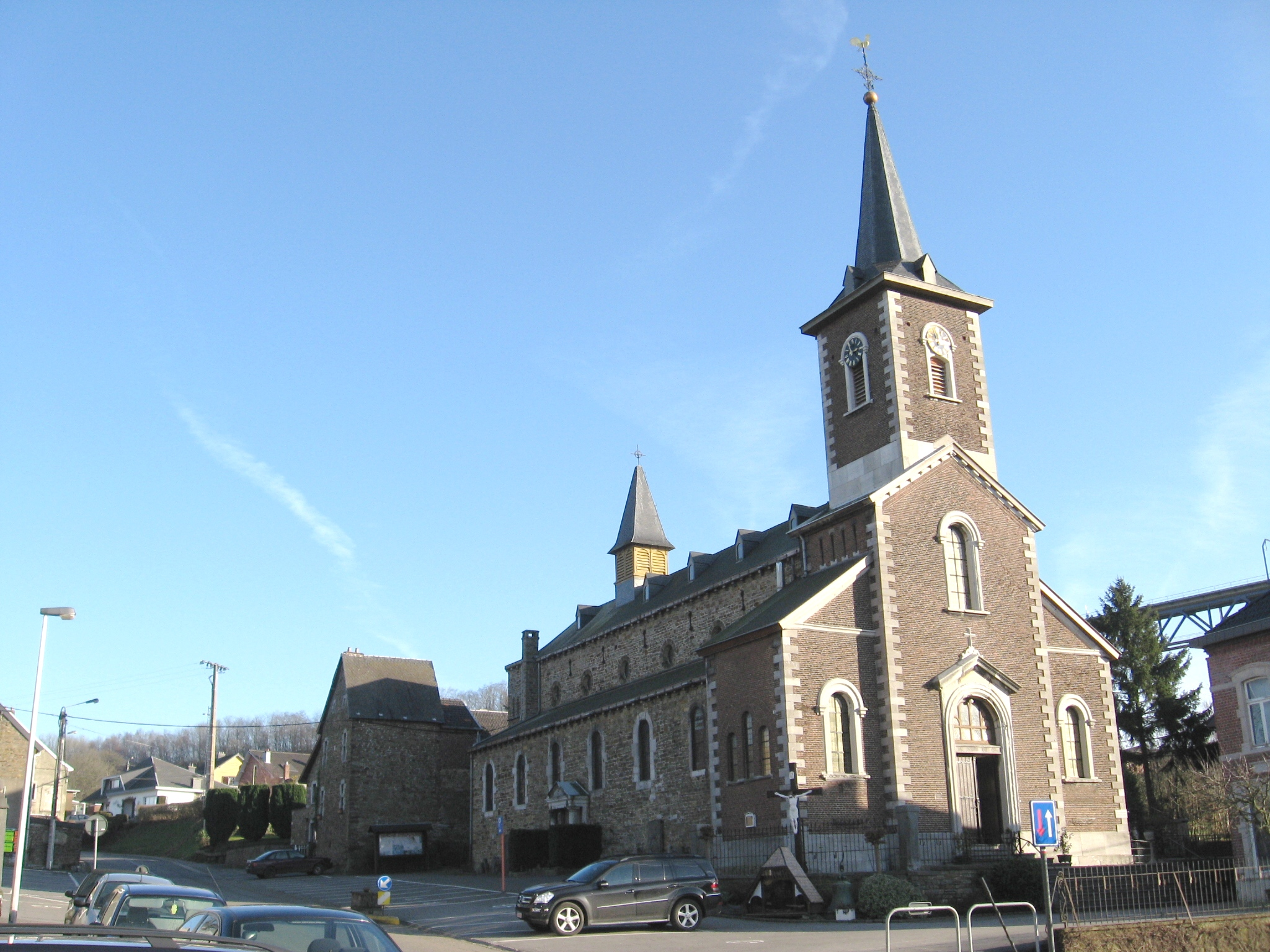
Sint-Remigiuskerk
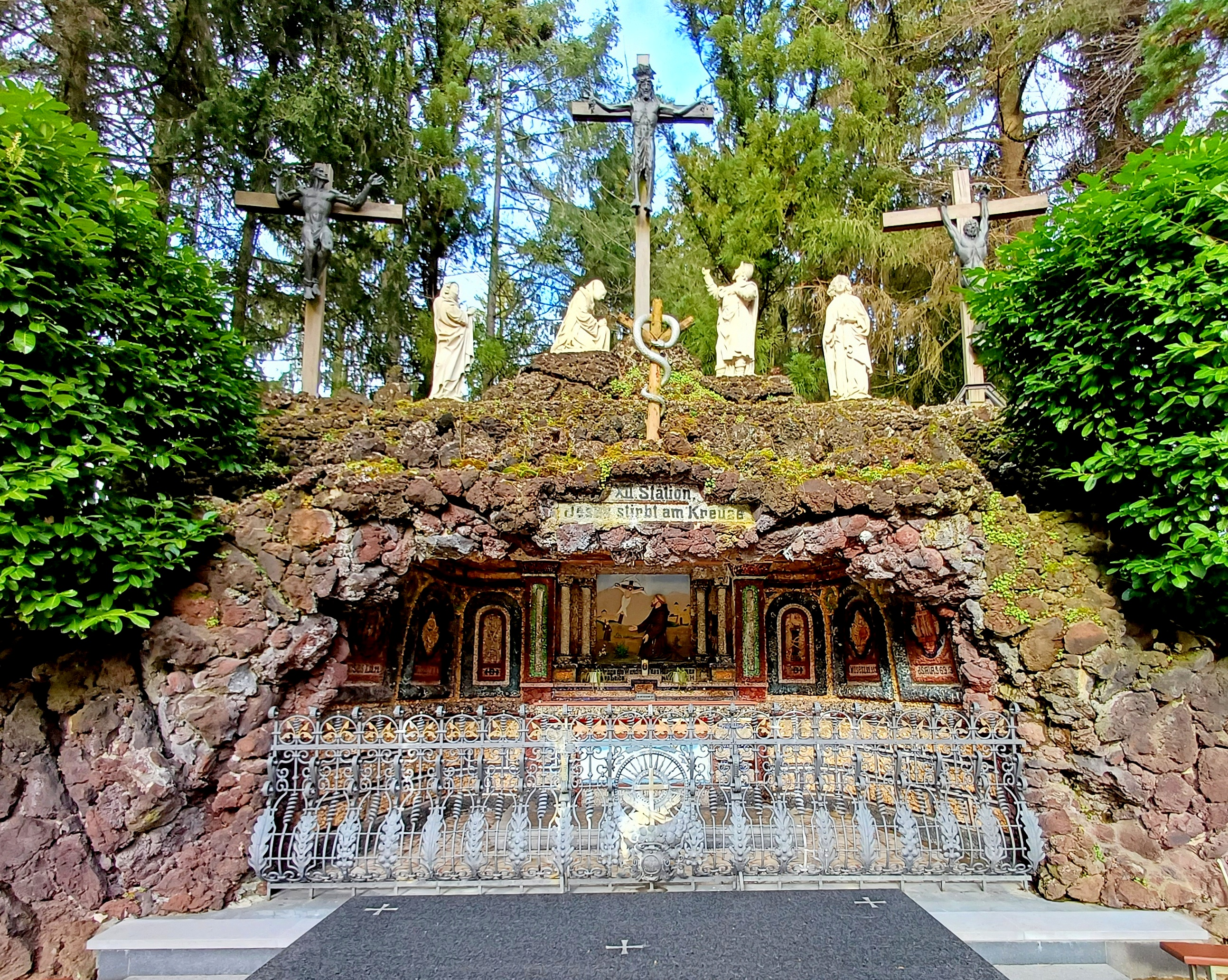
Kalvarieberg
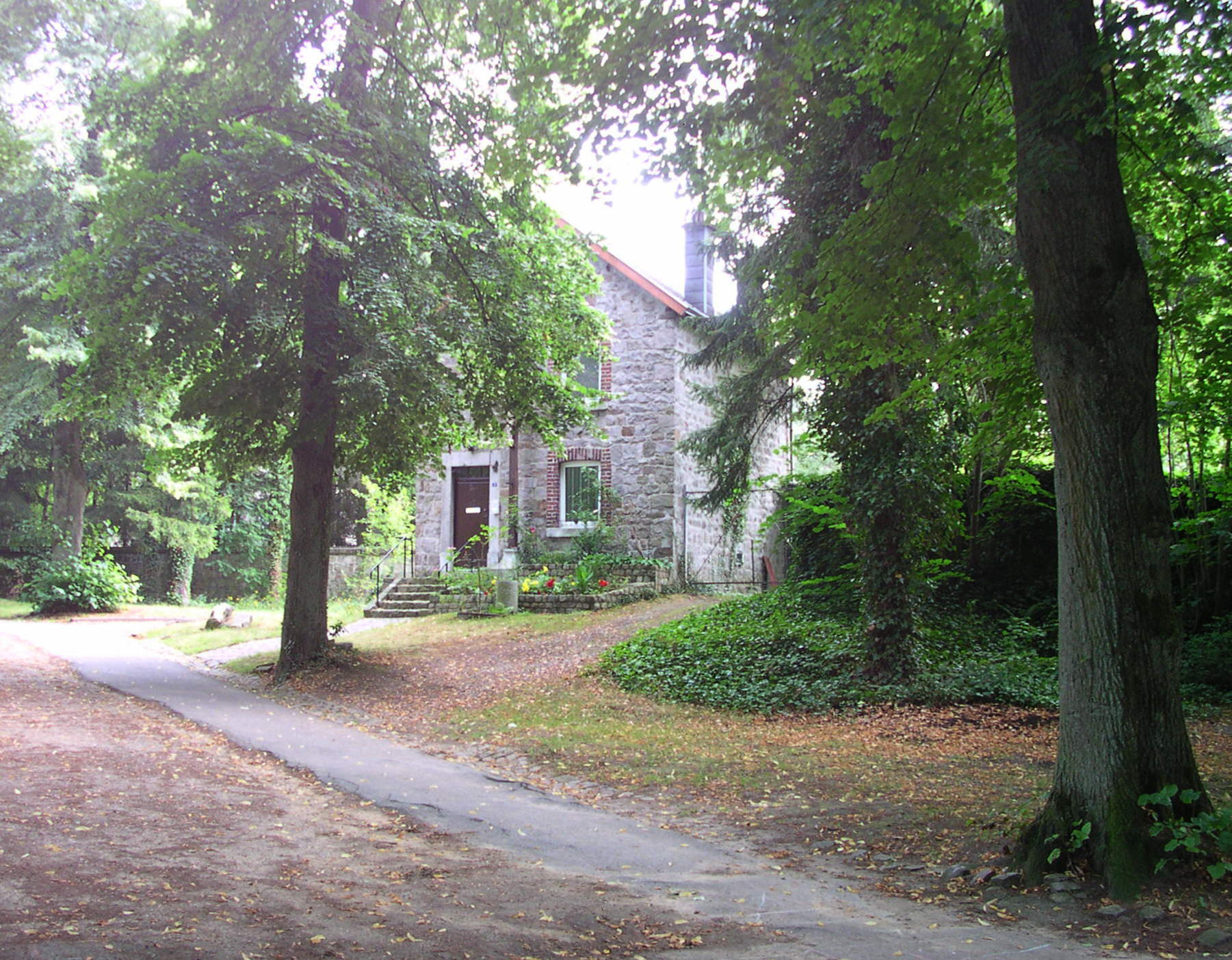
Kluizenarij
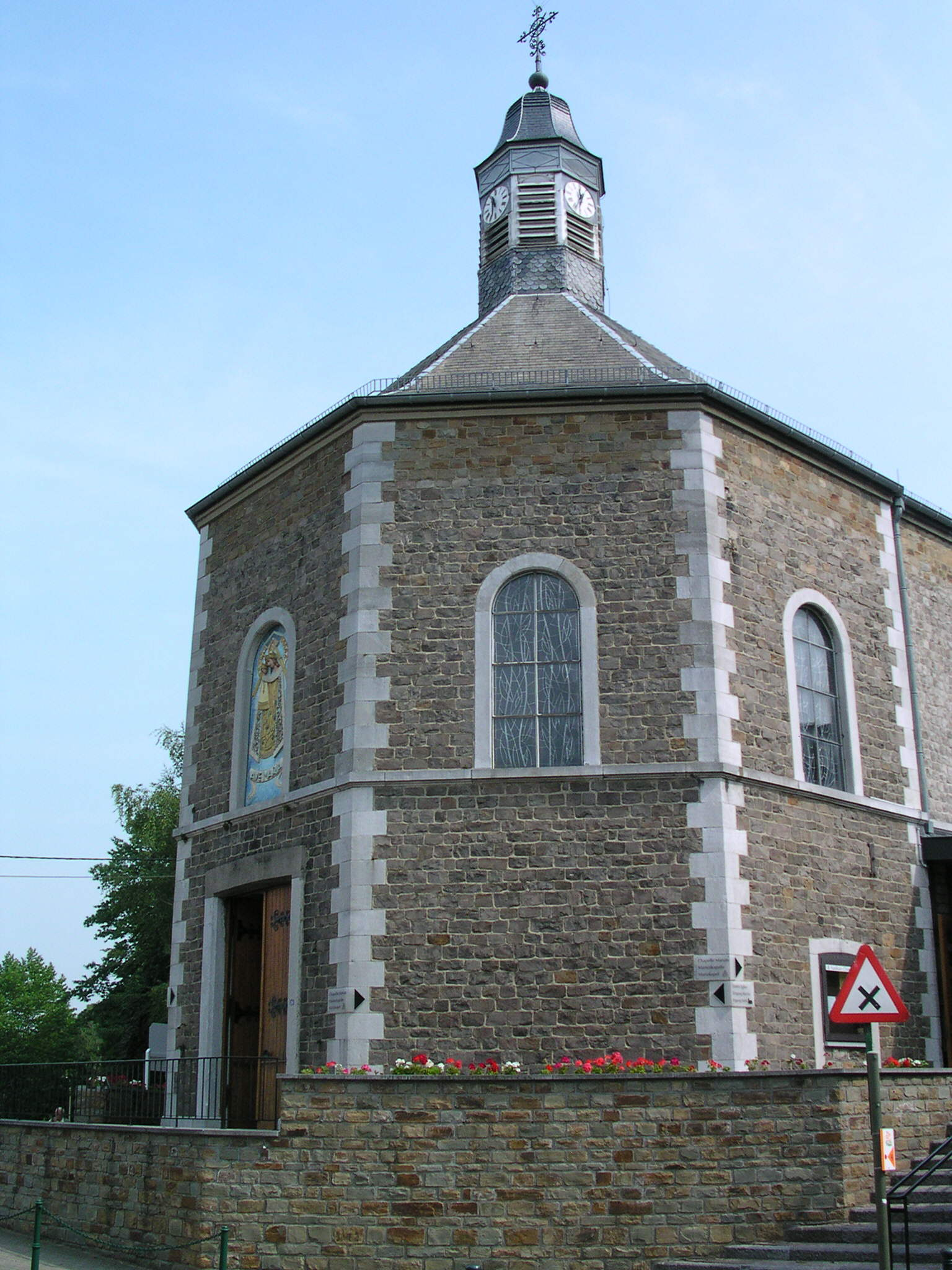
Bedevaartskerk
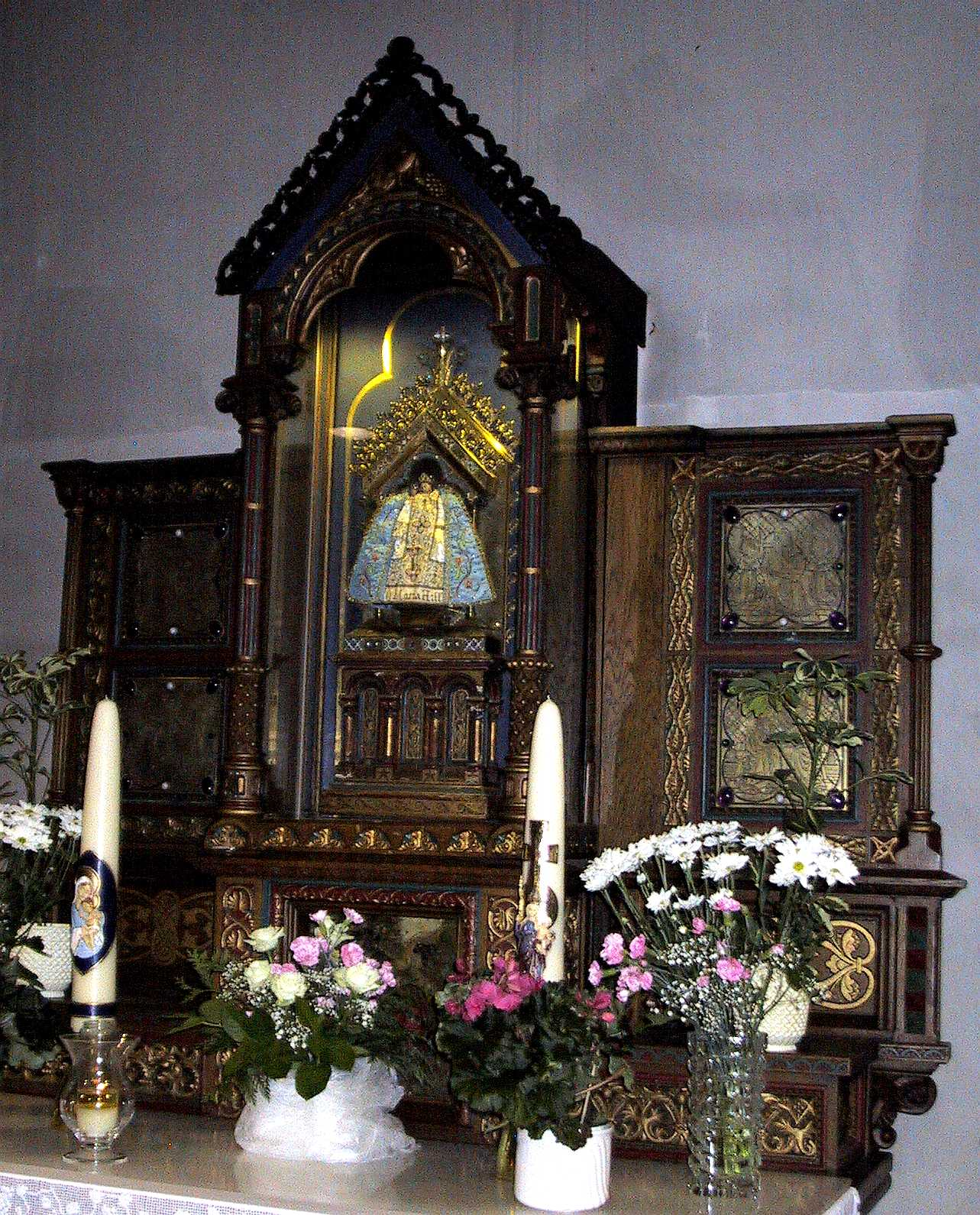
Madonna
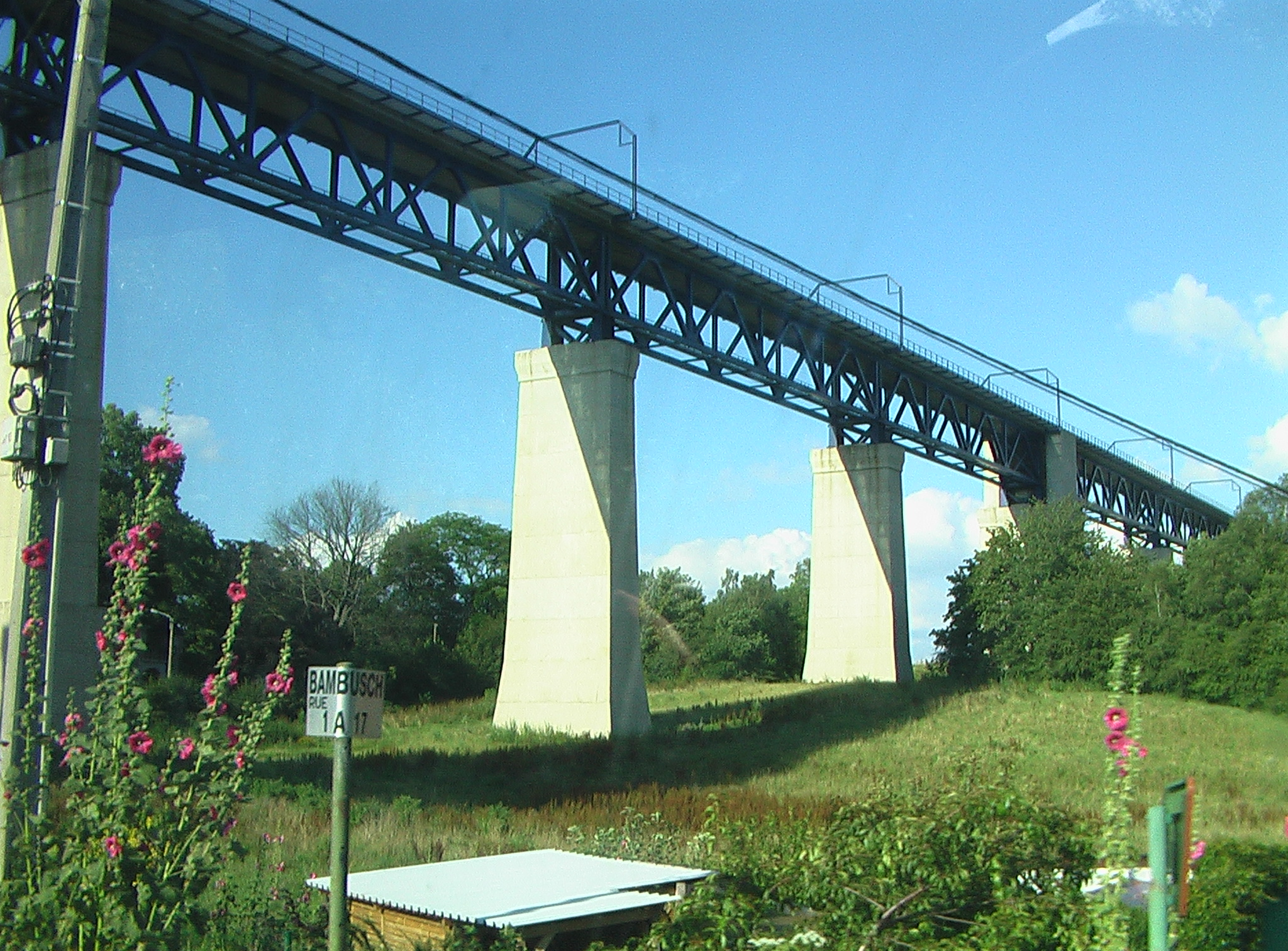
Viaduct van Moresnet

## Geboren
- Bouli Lanners (1965), filmregisseur en acteur